# The Narrative of the Surveying Voyages of His Majesty's Ships Adventure and Beagle, Between the Years 1826 and 1836
Narrative of the surveying voyages of His Majesty's ships Adventure and Beagle, between the years 1826 and 1836, describing their examination of the southern shores of South America, and the Beagle's circumnavigation of the globe è un'opera scritta e curata da Robert FitzRoy che descrive le esplorazioni e le missioni di rilevamento compiute dalle navi HMS Adventure e HMS Beagle lungo le coste meridionali dell'America del Sud. Pubblicato a Londra nel 1839, il libro è diviso in tre volumi e un'appendice ed è considerato un importante contributo nei campi della storia naturale e della navigazione nel XIX secolo.
L'influenza della pubblicazione andò oltre la comunità scientifica, contribuendo alla diffusione dei resoconti di esplorazione e all'interesse del pubblico per le scienze naturali nel periodo vittoriano. L'opera continua ad essere una risorsa importante per storici, geografi e studiosi delle esplorazioni del XIX secolo.

## Storia
Le due principali spedizioni di rilevamento della Beagle, tra il 1826 e il 1836, furono fondamentali per la mappatura di regioni inesplorate dell'America del Sud e per la ricerca scientifica nei settori della geologia, della biologia e dell'antropologia. Robert FitzRoy, comandante della Beagle, narra i dettagli di entrambe le spedizioni in questo ampio resoconto. Il testo descrive l'esplorazione delle coste meridionali dell'America del Sud, incluse zone come lo Stretto di Magellano e la Terra del Fuoco, nonché la circumnavigazione del globo della Beagle.

## Contenuto
Quest'opera è importante non solo per le descrizioni dettagliate degli ambienti naturali incontrati durante i viaggi, ma anche per l'attenzione agli aspetti scientifici e tecnici dell'esplorazione navale. Le osservazioni e la documentazione accurate di FitzRoy furono preziose per la comunità scientifica dell'epoca, fornendo dati cruciali sulla geografia e gli ecosistemi delle regioni esplorate.
Inoltre, il resoconto offre uno spunto importante per comprendere il carattere e le osservazioni di Charles Darwin, che servì come naturalista a bordo. I suoi diari, successivamente incorporati nel Narrative, raccontano le sue esperienze durante il viaggio e costituiscono contributi significativi per lo sviluppo della sua teoria dell'evoluzione tramite selezione naturale.

## Struttura e pubblicazione
L'opera è suddivisa in diverse sezioni, con il corpo principale del testo che si concentra sulle spedizioni di rilevamento condotte durante la prima e la seconda spedizione. La prima spedizione, dal 1826 al 1830, è trattata nel volume intitolato Proceedings of the First Expedition (King, P. P., 1839). La seconda spedizione, dal 1831 al 1836, è invece descritta nel Proceedings of the Second Expedition (FitzRoy, R., 1839).
Le appendici contenute nella sezione finale forniscono ulteriori documenti, tra cui carte, mappe e osservazioni scientifiche. Una di queste appendici include il Journal and Remarks di Charles Darwin, redatto durante il suo soggiorno a bordo della Beagle (1839), che sarebbe diventato un testo fondamentale per lo sviluppo della sua teoria dell'evoluzione.

### Volumi
- Volume I: Descrive la prima spedizione (1826-1830), includendo l'esame delle coste meridionali dell'America del Sud, lo Stretto di Magellano e i viaggi della Beagle lungo le coste della Patagonia e della Terra del Fuoco.[1]
- Volume II: Si concentra sulla seconda spedizione (1831-1836), evidenziando ulteriori esplorazioni scientifiche in Sud America e nel Pacifico, nonché la circumnavigazione del globo della Beagle.[1]
- Volume III: Include carte e dati geografici aggiuntivi.[1]

Appendici
- Appendice al Volume II (FitzRoy, R., 1839): contiene materiali supplementari, come mappe dettagliate e osservazioni scientifiche non trattate nel corpo principale del testo.[1]
- Il Journal and Remarks di Charles Darwin (1839): offre un resoconto personale del viaggio e delle prime riflessioni che in seguito influenzeranno la teoria dell'evoluzione di Darwin.[1]

## Eredità
Il Narrative of the Surveying Voyages divenne un punto di riferimento fondamentale per futuri esploratori e scienziati. Il resoconto meticoloso di FitzRoy sulle spedizioni e i dati ad esso allegati gettarono le basi per studi successivi sulla geografia e la storia naturale dell'America del Sud. L'opera è anche un documento storico cruciale per comprendere le prime interazioni tra gli esploratori europei e le popolazioni indigene in Sud America.

## Edizioni
- (EN) Robert FitzRoy (a cura di), Narrative of the surveying voyages of His Majesty's ships Adventure and Beagle, between the years 1826 and 1836, describing their examination of the southern shores of South America, and the Beagle's circumnavigation of the globe, London, Colburn, 1839.
- (EN) King, P. P., Proceedings of the first expedition, 1826-1830, vol. 1.
- (EN) FitzRoy, R., Proceedings of the second expedition, 1831-1836, vol. 2.
  - (EN) FitzRoy, R., Appendix to volume II.
- (EN) Darwin, C. R., Journal and Remarks, 1832-1836.